# Tapian Nauli I (Tapian Nauli)
Tapian Nauli I is een bestuurslaag in het regentschap Midden-Tapanuli van de provincie Noord-Sumatra, Indonesië. Tapian Nauli I telt 3730 inwoners (volkstelling 2010).